# Stilpnia preciosa
La tangara preciosa (Stilpnia preciosa), también denominada saíra castaña (en Argentina), achará (en Uruguay) o tangará castaño (en Paraguay y Argentina), es una especie de ave paseriforme de la familia Thraupidae, perteneciente al  género Stilpnia, anteriormente situada en Tangara. Es nativa del este del Cono Sur en Sudamérica.

## Distribución y hábitat
Se distribuye en el sureste y sur de Brasil (desde São Paulo hasta Rio Grande do Sul), sureste de Paraguay, Uruguay, y en la Mesopotamia argentina, al sur hasta el extremo noreste de Buenos Aires. En Brasil, existen registros en el sur de Espirito Santo y sur de Minas Gerais. Parece estar en expansión por el este de São Paulo y sur de Minas Gerais.
Esta especie es considerada escasa en sus hábitats naturales: los bordes de selvas y bosques y los matorrales serranos; es más numerosa en bosques de araucarias, en general entre 600 y 1300 m de altitud. Puede llegar hasta el nivel del mar en los inviernos.

## Descripción
Mide 14,5 cm de longitud. El macho tiene corona y dorso de color rojo a anaranjado; vientre celeste a grisáceo y abdomen ocre; las plumas primarias son negras. La hembra tiene dorso verde de varios tonos, corona canela y vientre amarillo a blanco. Está cercanamente emparentada con la tangara dorsinegra (Stilpnia peruviana) y sus hembras son indistinguibles a simple vista. Se alimenta principalmente de frutos silvestres.

## Sistemática

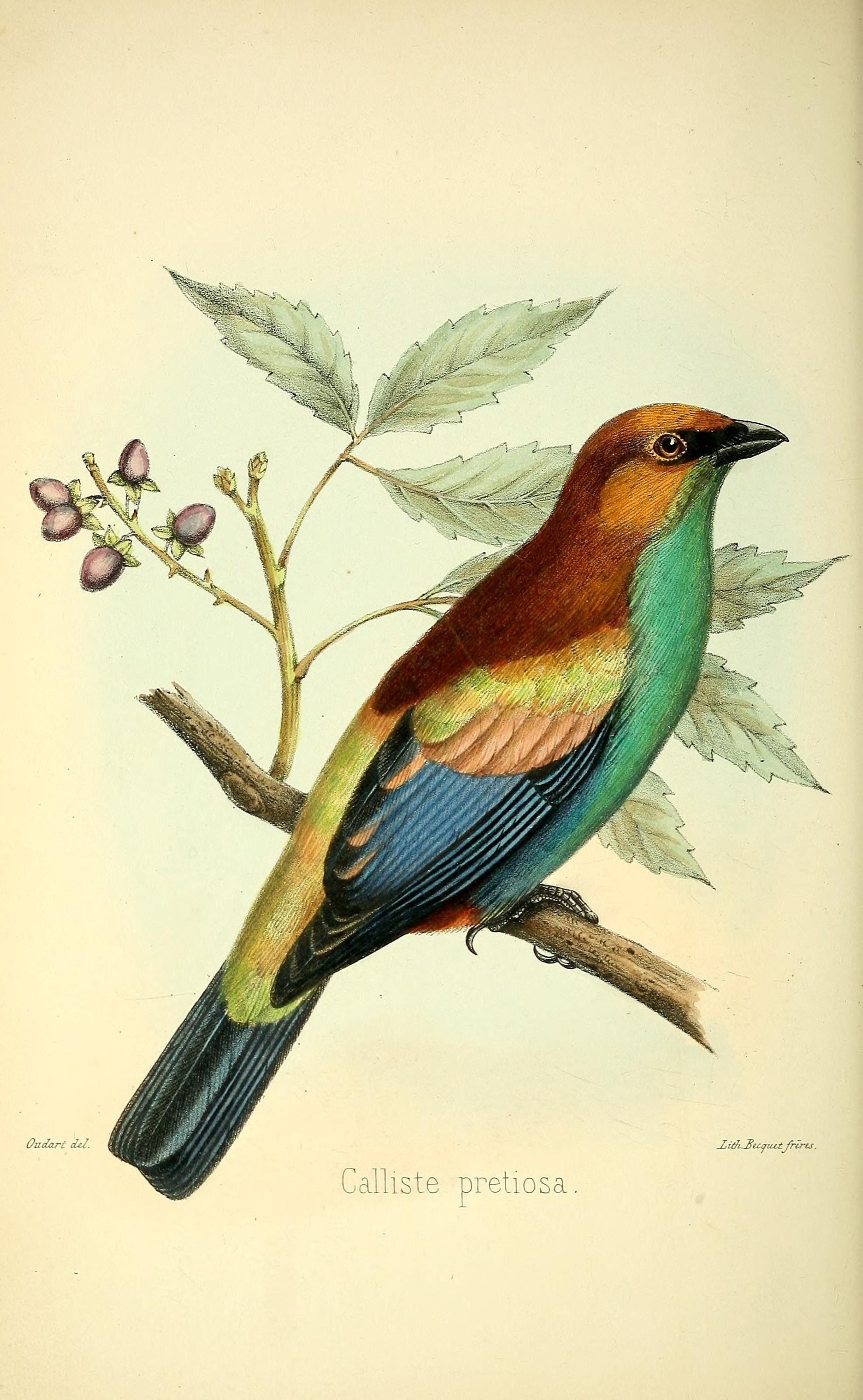
Calliste pretiosa = Stilpnia preciosa, ilustración en A monograph of the birds forming the tanagrine genus Calliste, 1857.

### Descripción original
La especie S. preciosa fue descrita por primera vez por el ornitólogo alemán Jean Cabanis en 1850 bajo el nombre científico Callispiza preciosa; su localidad tipo es: «Rio Grande do Sul, Brasil».

### Etimología
El nombre genérico femenino Stilpnia deriva de la palabra del idioma griego «στιλπνή», forma femenina para el adjetivo «brillante» o «reluciente», aludiendo al brillo que presenta el plumaje de estas especies; y el nombre de la especie «preciosa» del latín  «preciosus»: precioso, hermoso.

### Taxonomía
La presente especie, junto a un grupo numeroso de trece otras especies, fueron tradicionalmente incluidas en un amplio género Tangara, hasta que varias estudios genéticos de la familia Thraupidae permitieron comprobar que formaban un clado separado del aquel género por lo que se propuso su separación en un nuevo género Stilpnia.
El Comité de Clasificación de Sudamérica (SACC), en la propuesta N° 730 parte 20 reconoció el nuevo género, en lo que fue seguido por el Congreso Ornitológico Internacional (IOC)  y Clements checklist/eBird. Otras clasificaciones como Aves del Mundo (HBW) y Birdlife International (BLI) optaron por mantener el género Tangara más ampliamente definido, con lo cual la presente especie conserva su nombre anterior: Tangara preciosa.
Es monotípica. Está estrechamente relacionada con Stilpnia peruviana, y en el pasado se consideraban dentro de la misma especie .